# Vettius Agorius Basilius Mavortius
Vettius Agorius Basilius Mavortius war ein spätantiker römischer Senator und Konsul.
Mavortius war comes domesticorum (Kommandant der kaiserlichen Garde) und Konsul im Jahr 527. Unter der Mitwirkung des Redners Securus Memor Felix emendierte er die Werke des Horaz. Die Emendation erfolgte laut Subskription nach seinem Konsulat, aber vor 534, als Felix eine höhere Rangstufe erreichte.
Möglicherweise war der Konsul von 486, Caecina Mavortius Basilius Decius, sein Vater.